# Хань Дунфан
Хань Дунфан (кит. упр. 韩东方, пиньинь Hán Dōngfāng; 19 августа 1963, Пекин) — китайский рабочий активист и правозащитник, лидер Независимой ассоциации пекинских рабочих. Один из лидеров Тяньаньмэньского протестного движения 1989. После военного подавления протестов арестован. В 1991 выслан из КНР. Руководит в Гонконге неправительственной организацией Трудовой бюллетень Китая. Выступает в защиту прав китайских трудящихся с позиций демократии и синдикализма.

## Происхождение. Эволюция взглядов
Родился в бедной крестьянской семье, перебравшейся из Шаньси в Пекин. В ранней юности отличался ортодоксальными коммунистическими маоистскими взглядами, стремился походить на Лэй Фэна. Окончив школу, добровольно поступил на службу в НОАК. Служил в подразделении военной полиции, охранявшем трудовой лагерь близ Пекина.
Являлся свидетелем произвола и коррупции командного состава. Впоследствии Хань Дунфан говорил, что именно под этими впечатлениями он стал задумываться о характере и сути правящего режима КНР. Несколько раз подавал заявление в КПК, но принят в партию не был.
После военной службы устроился работать электриком на железную дорогу. Много ездил по Китаю. В рабочих разъездах наблюдал бедственное положение масс. Постепенно сделался сознательным противником партийно-государственного руководства и его политики. В январе 1987 Хань Дунфан стал свидетелем полицейской расправы над протестующими студентами — после чего, по его словам, «рухнули последние иллюзии».

## Участие в протестах. Рабочая ассоциация
16 апреля 1989 Хань Дунфан примкнул к студенческим волнениям, начавшимся в Пекине после кончины Ху Яобана. Он стал одним из ведущих организаторов Независимой ассоциации пекинских рабочих, активно участвовал в демонстрациях на площади Тяньаньмэнь. Занимал жёсткую конфронтационную позицию в отношении властей. Хань Дунфан отмечал, что заявление о создании Рабочей ассоциации было сделано 19 мая 1989, и уже на следующий день правительство ввело в Пекине военное положение.
Хань Дунфан быстро выдвинулся в лидеры Ассоциации. Он много раз выступал на Тяньаньмэнь. Особенный резонанс имела его речь 30 мая, требования освободить арестованных манифестантов. Выдвигал синдикалистские идеи, призывал к изменению системы власти в стране, развитию самоуправления, установлению рабочего контроля над партией и государством. Позиция Рабочей ассоциации была значительно жёстче и радикальнее, нежели лозунги Студенческого союза. При этом Хань Дунфан понимал неизбежность столкновения и разрабатывал планы отпора.
3 июня 1989, когда власти начали военную «зачистку» Тяньаньмэнь, Хань Дунфан на велосипеде сумел выбраться из Пекина. Он был объявлен в розыск и включён в список активистов, подлежащих немедленному аресту. Скрывался в течение двух недель. Затем вернулся в Пекин и сдался военной полиции.

## Заключение и принудительная эмиграция
Почти два года Хань Дунфан находился в заключении. Подвергался интенсивным допросам, но категорически отказался выступить с ритуальной самокритикой. Заболел туберкулёзом, перенёс тяжёлую хирургическую операцию. Суд над ним так и не состоялся.
В апреле 1991 Хань Дунфан был освобождён по состоянию здоровья и отправлен на лечение в США. В 1993 попытался вернуться в Китай, но был задержан и депортирован в Гонконг. Неоднократно добивался возврата китайского гражданства, но получал категорические отказы.

## Профсоюзно-правозащитная активность
В Гонконге Хань Дунфан основал в 1994 неправительственную организацию Трудовой бюллетень Китая. Поддерживает связи с рабочими и крестьянскими протестными группами в разных районах КНР, информирует общественность об их положении и деятельности. Пропагандирует идеи синдикализма и демократии. Организовывает юридические консультации для активистов, аккумулирует финансовые средства для фонда солидарности. Выступает в поддержку китайского забастовочного движения — в частности, на шэньчжэньском заводе тайваньской фирмы Foxconn.
С 1997 Хань Дунфан ведёт тематическую программу на Радио Свободная Азия. Передача имеет массовый охват, для её глушения применяются армейские технические средства.
Хань Дунфан позиционируется как профсоюзный, а не политический деятель. Выступает за мирные формы профсоюзной борьбы. Главной потребностью Китая на современном этапе он считает установление правового порядка, позволяющего выдвигать социальные требования и добиваться их выполнения. Он также полагает возможным оказание на часть руководителей КПК такого воздействия, которое способствовало пробуждению заинтересованности в демократии. В то же время, считает неизбежным социальный взрыв, если правительство КНР и компании-работодатели будут и впредь подавлять недовольство рабочих репрессивными мерами.
В 2020 Хань Дунфан публично высказывался в поддержку гонконгских протестов, сравнивая их с Тяньаньмэнь 1989 и отмечая высокий уровень политического самосознания гонконгцев.
Хань Дунфана называют «профсоюзным Ганди» и «китайским Валенсой».
Женат, имеет пятерых детей.